# Bob Denard
Bob Denard, vlastním jménem Gilbert Bourgeaud (7. dubna 1929 Grayan-et-l'Hôpital – 13. října 2007 Paříž) byl francouzský žoldnéř působící v Africe, kde se podílel na mnoha státních převratech.
Byl synem vojáka a v řadách francouzského námořnictva bojoval v Indočíně a Alžírsku. V roce 1954 byl na osmnáct měsíců uvězněn za pokus svrhnout premiéra Pierra Mendèse France, který chtěl ukončit indočínskou válku. Po propuštění se stal agentem francouzské zpravodajské služby. Bojoval v Katanze, Jemenu, Gabonu, Rhodesii, Angole a Beninu. Pracoval pro Jacquese Foccarta, byl silným antikomunistou a zastáncem kontroly Francie nad frankofonními africkými zeměmi. Byl pokřtěným katolíkem, konvertoval k judaismu a pak k islámu a přijal jméno Saïd Mustapha Mhadjou. Byl sedmkrát ženat a měl osm dětí.
Nejznámější bylo jeho působení na Komorách, kde byl po vyhlášení nezávislosti ostrovů v roce 1975 klíčovou postavou politického dění, stál v čele prezidentské gardy a kontroloval ekonomiku země. Zosnoval převrat, v němž byl svržen první prezident země Ahmed Abdallah Abderemane a nahradil ho Ali Soilih. O tři roky později v dalším puči naopak nahradil Soiliha Abdallahem. V roce 1989 proběhl další převrat, při němž byl Abdallah zabit a Denard uprchl do Jihoafrické republiky. V roce 1995 se na Komory vrátil a vedl další převrat proti Abdallahovu nástupci Saidu Mohamedovi Djoharovi, který však zmařil zásah francouzských jednotek. Denard byl zatčen a postaven před soud, který ho však osvobodil pro nedostatek důkazů.
V roce 2003 se zapojil do občanské války na Pobřeží slonoviny.
Režisér Thomas Vincent o něm v roce 2011 natočil film Mister Bob.